# Rhinocricus urethus
Rhinocricus urethus är en mångfotingart som beskrevs av Chamberlin 1941. Rhinocricus urethus ingår i släktet Rhinocricus och familjen Rhinocricidae. Inga underarter finns listade i Catalogue of Life.